# For the People (série télévisée, 2018)
Pour l’article homonyme, voir For the People.
For the People, ou Les Juristes au Québec, est une série télévisée américaine en vingt épisodes de 43 minutes créée par Paul William Davies, diffusée entre le 13 mars 2018 et le 16 mai 2019 sur le réseau ABC et en simultané sur le réseau CTV (saison 1) et CTV 2 (saison 2) au Canada.
En France, cette série est diffusée depuis le 27 août 2018 sur Canal+[réf. souhaitée], et au Québec à partir du 28 août 2019 sur la chaîne Elle Fictions. Elle reste inédite dans les autres pays francophones.

## Synopsis
Dans la cour fédérale du district sud de New York (SDNY), connue sous le nom de « La Cour Mère », des nouveaux avocats travaillant pour la défense et l'accusation alors qu'ils traitent des affaires les plus médiatisées. Ils se croisent également dans leurs vies personnelles.

## Distribution

### Lesprocureurs
- Ben Shenkman (VF : Pierre Tessier) : Roger Gunn
- Susannah Flood (VF : Edwige Lemoine) : Kate Littlejohn
- Regé-Jean Page (VF : Eilias Changuel) : Leonard Knox
- Ben Rappaport (VF : Thierry D'Armor) : Seth Oliver

### Les défenseurs publics
- Hope Davis (VF : Ivana Coppola) : Jill Carlan
- Britt Robertson (VF : Victoria Grosbois) : Sandra Bell
- Jasmin Savoy Brown (VF : Alice Taurand) : Allison Adams
- Wesam Keesh (VF : Hervé Grull) : Jay Simmons

### Les officiers de justices
- Vondie Curtis-Hall (VF : Thierry Desroses) : Nicholas Byrne
- Anna Deavere Smith (VF : Julie Carli) : Tina Krissman

### Autres Acteurs principaux
- Charles Michael Davis (VF : Diouc Koma) : Ted (saison 2)[5]

Version française
- Société de doublage : Dubbing Brothers
- Direction artistique : Pascale Vital
- Adaptation des dialogues : Sandrine CHevalier

 Source et légende : version française (VF) sur RS Doublage

## Production

### Développement
Le 11 mai 2018, ABC a renouvelé la série pour une deuxième saison.
Le 9 mai 2019, ABC annule la série.

### Casting
Dans le pilote, Britne Oldford a été choisie pour le rôle de Sandra Black (Bell) et Lyndon Smith a été choisie pour le rôle d'Allison Anderson. Cependant, les deux rôles ont été refondus avec d'autres actrices.
Après avoir repris le pilote avec les actrices remplaçant Britne Oldford et Lyndon Smith, Britt Robertson et Jasmin Savoy Brown, et ayant déjà tourné le deuxième épisode, la production de l'émission a été temporairement fermée à la mi-septembre 2017 afin de réécrire les scénarios existants pour le reste de la saison pour ajuster la série à la nouvelle dynamique de Britt Robertson et Jasmin Savoy Brown.

### Tournage
Après avoir refait le tournage du pilote et tourné le deuxième épisode avec les nouvelles actrices, la production a été temporairement arrêtée en septembre 2017 afin de réécrire les scripts existants pour le reste de la saison pour d'adapter la série à la nouvelle dynamique de Britt Robertson et Jasmin Savoy Brown.
Le tournage de la deuxième saison a débuté le 23 septembre 2018.

### Fiche technique
Sauf indication contraire, les informations mentionnées dans cette section peuvent être confirmées par la base de données cinématographiques IMDb,  présente dans la section « Liens externes ».
- Titre original : For the People
- Création : Paul William Davies
- Réalisation : Tom Verica, Mark Tinker, Nzingha Stewart, Andrew Bernstein, P.J. Pesce, Daisy von Scherler Mayer, Nicole Rubio, Steph Green
- Scénario : Paul William Davies, Donald Todd, Eli Attie, Elizabeth Craft et Sarah Fain, Zahir McGhee, Michelle Lirtzman, Karine Rosenthal, Celia Finkelstein
- Musique :
  - Compositeur(s) : Kris Bowers
  - Thème d'ouverture : Novocaine for the Soul par Eels
- Production (éxecutive) : Paul William Davies, Shonda Rhimes, Betsy Beers, Donald Todd, Tom Verica
- Société(s) de production : Shondaland, Davies Heavy Industries, ABC Studios
- Société(s) de distribution : Disney-ABC Domestic Television
- Pays d'origine :  États-Unis
- Langue originale : Anglais
- Format :
  - Format image : 720p (HDTV)
  - Format audio : Surround avec service de vidéo descriptive sur le canal SAP
- Genre : Drame judiciaire
- Durée : 46 minutes
- Diffusion :  États-Unis,  Canada,  France,  Québec

## Épisodes

### Première saison (2018)
La première saison a démarré le 13 mars 2018 aux États-Unis, elle comporte dix épisodes diffusés hebdomadairement tous les mardis.
1. Bienvenue à la cour (Pilot)
2. Apparences trompeuses (Rahowa)
3. En pleine tempête (18 Miles Outside of Roanoke)
4. Eau contaminée (The Library Fountain)
5. Refus d'obtempérer (World's Greatest Judge)
6. Tous super-héros (Everybody's a Superhero)
7. Le Vrai Léonard Knox (Have You Met Leonard Knox?)
8. Chacun sa place (Flippity-Flop)
9. La Grande Évasion (Extraordinary Circumstances)
10. Aveux (This is What I Wanted to Say)

### Deuxième saison (2019)
Elle est diffusée depuis le 7 mars 2019.
1. Charge émotionnelle (First Inning)
2. Valeurs fondamentales (This is America)
3. Juste équilibre (Minimum Continuing Legal Education)
4. Signature d'un meurtre parfait (The Vast, Immovable Object)
5. Double peine (One Big Happy Family)
6. Discrimination positive (You Belong Here)
7. Secret professionnel (The Boxer)
8. Juge et partie (Moral Suasion)
9. Chacun sa place (Who Are We Now?)
10. Un choix entre deux possibilités (A Choice Between Two Things)

## Univers de la série

### Les personnages

#### Les procureurs
- Roger Gunn est le procureur adjoint des États-Unis pour le district sud de New York.
- Kate Littlejohn est une avocate hautement organisée avec une personnalité de type A qui montre peu d'émotion et méprise ouvertement les autres avocats qui siègent dans son bureau et qui lui demandent conseil. Elle a une relation amoureuse avec Anya Ooms (Caitlin Stasey), une agent de l'ATF avec qui elle a travaillé.
- Leonard Knox est le fils du sénateur américain.
- Seth Oliver est un avocat qui travaillait auparavant avec un cabinet privé.

#### Les défenseurs public
- Jill Carlan est le chef du Bureau du défenseur public fédéral du district sud de New York.

#### Les officiers de justice
- Nicholas Byrne est le juge en chef du tribunal du district des États-Unis pour le district sud de New York.
- Tina Krissman est la greffière du tribunal sans fioritures.

## Accueil

### Audiences
| Saison | Nombre d'épisodes | Jour et heure de diffusion | Début de saison   | Début de saison | Ref.   | Fin de saison     | Fin de saison   | Ref.   |
| Saison | Nombre d'épisodes | Jour et heure de diffusion | Date de diffusion | Téléspectateurs | Ref.   | Date de diffusion | Téléspectateurs | Ref.   |
| ------ | ----------------- | -------------------------- | ----------------- | --------------- | ------ | ----------------- | --------------- | ------ |
| 1      | 10                | Mardi à 22 h               | 13 mars 2018      | 3 220 000       | [ 15 ] | 22 mai 2018       | 2 370 000       | [ 16 ] |
| 2      | 10                | Jeudi à 22 h               | 7 mars 2019       | 3 070 000       | [ 17 ] | 16 mai 2019       | 2 540 000       | [ 18 ] |

### Critiques
Sur l'agrégateur de commentaires Rotten Tomatoes, la série possède un taux d'approbation de 69 % basé sur 16 commentaires de clients, avec une note moyenne de 7,7 / 10. Le consensus critique du site Web se lit comme suit : « Le concept du peuple est peut-être trop familier, mais la profondeur du personnage et le dialogue intelligent aident à le différencier ».
Metacritic affiche une note moyenne pondérée de 60 sur 100, basée sur 9 critiques, indiquant « avis mitigés ou moyens ».